# Waganiec
Waganiec è un comune rurale polacco del distretto di Aleksandrów Kujawski, nel voivodato della Cuiavia-Pomerania.
Ricopre una superficie di 54,56 km² e nel 2004 contava 4 427 abitanti.